# Conno Mees
Dr. Constantinus Alting (Conno) Mees (Batavia, 13 juni 1894 - Alicante, 22 oktober 1978) was een Nederlandse uitgever, kenner van het Maleis en publicist.

## Familie
Mees was een lid van de bankiers- en patriciaatsfamilie Mees en een zoon van bankier Regnerus Tjaarda Mees (1858-1932) en diens eerste echtgenote Constance Theodora Gerhardine van Zijll de Jong (1861-1918). Hij was een broer van kunstenaar Fokko Mees (1887-1968). Hij trouwde in 1918 met dr. Mea Verwey (1892-1978), dochter van dichter Albert Verwey; uit dit huwelijk werden vier dochters en zoon Gerlof Fokko Mees (1926-2013) geboren. Hij trouwde na echtscheiding in 1940 met Francina Trijsburg (1907) uit welk huwelijk twee dochters werden geboren.

## Biografie
Mees studeerde Indische letteren aan de Rijksuniversiteit Leiden waar hij in 1935 promoveerde op een tekstuitgave van De kroniek van Koetai. Na zijn huwelijk in 1918 richtte hij in 1919 de uitgeverij C.A. Mees op waarvan zijn vrouw van 1920 tot 1932 mededirecteur was. Deze uitgeverij gaf tijdschriften uit als Wendingen (vanaf 1923) en werk uit de literaire kringen van zijn schoonvader. In 1926 verscheen het eerste deel van de serie Oostersche Bibliotheek: het Indisch dagboek  van C.K. Elout. Die serie zou klassieke werken uit de Oosterse landen en talen en algemene werken over die landen en culturen gaan omvatten. In 1932 trok Mees zich uit de uitgeverij terug en ging Mea Verwey daarmee verder onder de naam De N.V. Uitgeverij vh. C.A. Mees.
Mees werd vervolgens docent Maleis aan de Technische Hogeschool Bandung, University of Malaya te Kuala Lumpur en de University of Sydney. Hij publiceerde ook een grammatica van het Maleis waarvan vanaf 1927 verschillende drukken verschenen.